# Bart the Genius
Bart the Genius is de tweede aflevering van het eerste seizoen van The Simpsons en werd voor het eerst uitgezonden door Fox network op 14 januari 1990. Het was de eerste aflevering geschreven door Jon Vitti en de eerste die geregisseerd werd door David Silverman. Het was ook de eerste aflevering die een intro en aftiteling had. De aflevering laat Bart Simpsons belevenissen als genie zien nadat hij spiekt bij een intelligentietest. In deze aflevering wordt voor het eerst de beroemde Bart Simpson-uitspraak "Eat my shorts" gedaan.

## Plot
De aflevering begint als de familie Simpson een spelletje Scrabble speelt om Bart voor te bereiden op de IQ-test die hij de volgende dag op school moet maken. Bart neemt het spel niet serieus, hij legt al zijn letters op het bord in de volgorde die hij gekregen heeft. Hierdoor krijgt hij het woord "Kwyjibo" en wordt vervolgens achterna gezeten door een woedende Homer.
De volgende dag, wanneer Bart moeite heeft met de test op school, wisselt hij zijn resultatenlijst met die van Martin Prince, een erg slimme klasgenoot. Tijdens het gesprek met Barts ouders na school, zegt een psycholoog, uitgaand van de resultaten van de test, dat Bart een genie is. Homer, Marge en directeur Skinner zijn verrast maar ze stemmen er allemaal mee in dat Bart naar een school moet gaan voor talentvolle kinderen. Alleen Lisa twijfelt aan zijn genialiteit.
Op de nieuwe school wordt Bart geïntimideerd door leerlingen. Via hun hogere intelligentie weten ze Barts lunch te stelen. Homer waardeert Barts talent en brengt veel meer tijd met hem door. Ze komen erachter dat ze allebei een hekel hebben aan de opera, nadat Marge er met het hele gezin heen gaat. Nadat Bart zijn oude school bezoekt, waar zijn vrienden hem ontlopen omdat hij zo slim is, wil hij toegeven dat hij heeft gespiekt maar bedenkt zich wanneer Homer met hem een spel wil spelen.
Nadat Barts scheikundeproject ontploft, vertelt hij zijn leraar dat hij terug wil gaan naar zijn oude school om het gedrag van de gemiddelde kinderen te bestuderen. Nadat hij veel moeite moet doen om een verslag van zijn ontplofte experiment te schrijven, geeft hij toe dat hij gespiekt heeft. Als Homer Bart 's avonds thuis in bad doet geeft hij toe dat hij gelogen heeft over zijn intelligentie, maar dat hij en Homer de afgelopen weken zo naar elkaar toe zijn gegroeid dat hij dit niet erg vindt. Homer reageert echter furieus en jaagt de poedelnaakte Bart naar zijn kamer. Homer wordt weer boos en jaagt een naakte Bart naar boven. Marge en Lisa merken dit op, en Lisa zegt, "I think Bart's stupid again" ("Ik denk dat Bart terug dom is.").
Homer Simpson · Marge Simpson · Bart Simpson · Lisa Simpson · Maggie Simpson · Abraham Simpson · Patty en Selma Bouvier · Jacqueline Bouvier · Mona Simpson · Santa's Little Helper · Snowball II · Familie Bouvier
Jasper Beardley · Comic Book Guy · Eddie en Lou · Maude Flanders · Ned Flanders · Professor Frink · Barney Gumble · Julius Hibbert · Lionel Hutz · Eerwaarde Lovejoy · Kapitein Horatio McCallister · Hans Moleman · Bleeding Gums Murphy · Apu Nahasapeemapetilon · Mayor Joe Quimby · Dr. Nick Riviera · Agnes Skinner · Cletus Spuckler · Squeaky Voiced Teen · Disco Stu · Moe Szyslak · Kirk Van Houten · Luann Van Houten · Chief Clancy Wiggum
Gary Chalmers · Rod en Todd Flanders · Jimbo Jones · Kearney · Edna Krabappel · Otto Mann · Nelson Muntz · Martin Prince · Seymour Skinner · Milhouse Van Houten · Ralph Wiggum · Groundskeeper Willie · andere studenten
Montgomery Burns · Carl Carlson · Lenny Leonard · Waylon Smithers
Itchy en Scratchy · Kent Brockman · Krusty de Clown · Troy McClure · Rainier Wolfcastle · Radioactive Man
Snake · Kang & Kodos · Sideshow Bob · Fat Tony
Treehouse of Horror
Bart vs. the World · Bart Simpson's Escape from Camp Deadly · The Simpsons Arcadespel · Bart vs. the Space Mutants · Bart's House of Weirdness ·Bart vs. The Juggernauts · Krusty's Fun House · Bartman Meets Radioactive Man · Bart's Nightmare · The Itchy and Scratchy Game · Virtual Bart · Bart and the Beanstalk · Itchy & Scratchy in Miniature Golf Madness · Cartoon Studio · Virtual Springfield · Night of the Living Treehouse of Horror · Bowling · Wrestling · Road Rage · Skateboarding · Hit & Run · The Simpsons Game · The Simpsons: Tapped Out
The Simpsons · The Simpsons Pinball Party
Strips: Simpsons Comics · Bart Simpson serie · Itchy & Scratchy Comics · Bart Simpson's Treehouse of Horror · Futurama/Simpsons Infinitely Secret Crossover Crisis
Tijdschrift: Simpsons Illustrated
Boeken: Bart Simpson's Guide to Life · Family Album · Library of Wisdom · Complete Guides · Planet Simpson · The Simpsons and Philosophy
Actiefiguurtjes: World of Springfield
The Simpsons Movie
Bankgrap ·
Canyonero · 
D'oh! · 
Duff Beer · 
Schoolbordgrap · 